# Kalkhoff
Kalkhoff Bikes ist ein deutscher Fahrradhersteller mit Sitz in Cloppenburg, der sich auf die Entwicklung von E-Bikes spezialisiert hat. Die Fahrradmarke wurde 1919 von Heinrich Kalkhoff (* 30. November 1903; † 25. September 1972) gegründet. Kalkhoff ist seit 2012 Teil der niederländischen Pon Holding.

## Geschichte
1919 begann Kalkhoff in seinem Cloppenburger Elternhaus mit Fahrradteilen zu handeln, ein Jahr später kamen Gebrauchträder hinzu. 1923 wurden die ersten eigenen Fahrradrahmen hergestellt.
1927 verließ das erste komplette Fahrrad die Produktionsstätte. Neun Jahre später war Kalkhoff bereits ein weltweit agierendes Unternehmen. Bis dahin fertigten rund 40 Mitarbeiter etwa 250.000 Fahrräder. Bis 1939 wurden über 700.000 Rahmen für Fahrräder hergestellt. Der Zweite Weltkrieg zwang das Unternehmen dann dazu, auf die Produktion von Rüstungsgütern umzustellen. Nach Kriegsende produzierte Kalkhoff zunächst nur fahrradfremde Industriegüter wie z. B. wie Anhänger, Dampfkessel, Küchenherde, Honigschleuder und Futterdämpfer.

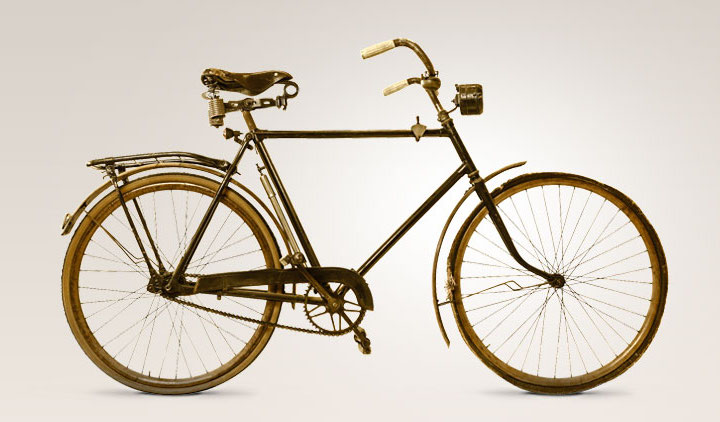
Kalkhoff-Fahrrad aus alten Zeiten

Erst 1953 stand die Fahrradherstellung wieder im Mittelpunkt, die Tagesproduktion erreichte 5.000 Rahmen. Außerdem wurden Mofas und Mopeds gebaut. Es wurden Fahrräder für den Freizeit- und Alltagsgebrauch produziert. 1955 entstand ein Zweigwerk in Volkmarsen für den Export nach Afrika und Übsersee.
Zeitweise wurden 1200 Mitarbeiter beschäftigt. Infolge der steigenden Nachfrage wurden 1970 ein weiteres Werk und ein neues Versandlager in Cloppenburg eröffnet. Zwei Jahre später verließ das fünfmillionste Rad die Kalkhoff-Werke. 1968 zog sich der zehnfache Vater Heinrich Kalkhoff aus dem Unternehmen zurück und übergab seinen Söhnen Berthold (1931–2019), Karl und Heinz († 2001) die Geschäftsleitung. 1972 verstarb Heinrich Kalkhoff.
1979 verlor Kalkhoff wegen schlechter Testergebnisse des Rades „Mars Junior“ mit dem Versandhändler Quelle einen der größten Kunden.
1980 wurde das erste Leichtbaufahrrad (ca. 10 kg) „Futura“, mit einem Rahmen aus Thermoplast vorgestellt.
Verstärkte Konkurrenz aus dem Ausland und ein Verkauf von Rädern an Großhändler unter Produktionswert erwirkten einen Einbruch, der am 15. November 1985 oder 1986 in die Insolvenz führte. Eine regionale Investorengruppe erstand das Unternehmen und führte es als „Neue Kalkhoff-Werke“, diese meldeten 1988 ebenfalls Insolvenz an.
1988 wurde Kalkhoff auf die neu gegründete Derby Cycle Werke GmbH verschmolzen und damit Teil der Derby Cycle Holding (seit Juli 2022: Focus & Kalkhoff Holding).
2001 wurde die Heinrich Kalkhoff Stiftung gegründet, die sich für Förderung von Jugendlichen im Ausbildungsbereich einsetzt.
2007 startete Kalkhoff seine E-Bike-Produktion. 2011 folgte der Launch des eigenen Antriebssystems Impulse und der Einstieg in die Börse. Ein Jahr später wurde Derby Cycle von der niederländischen Pon Holding übernommen.

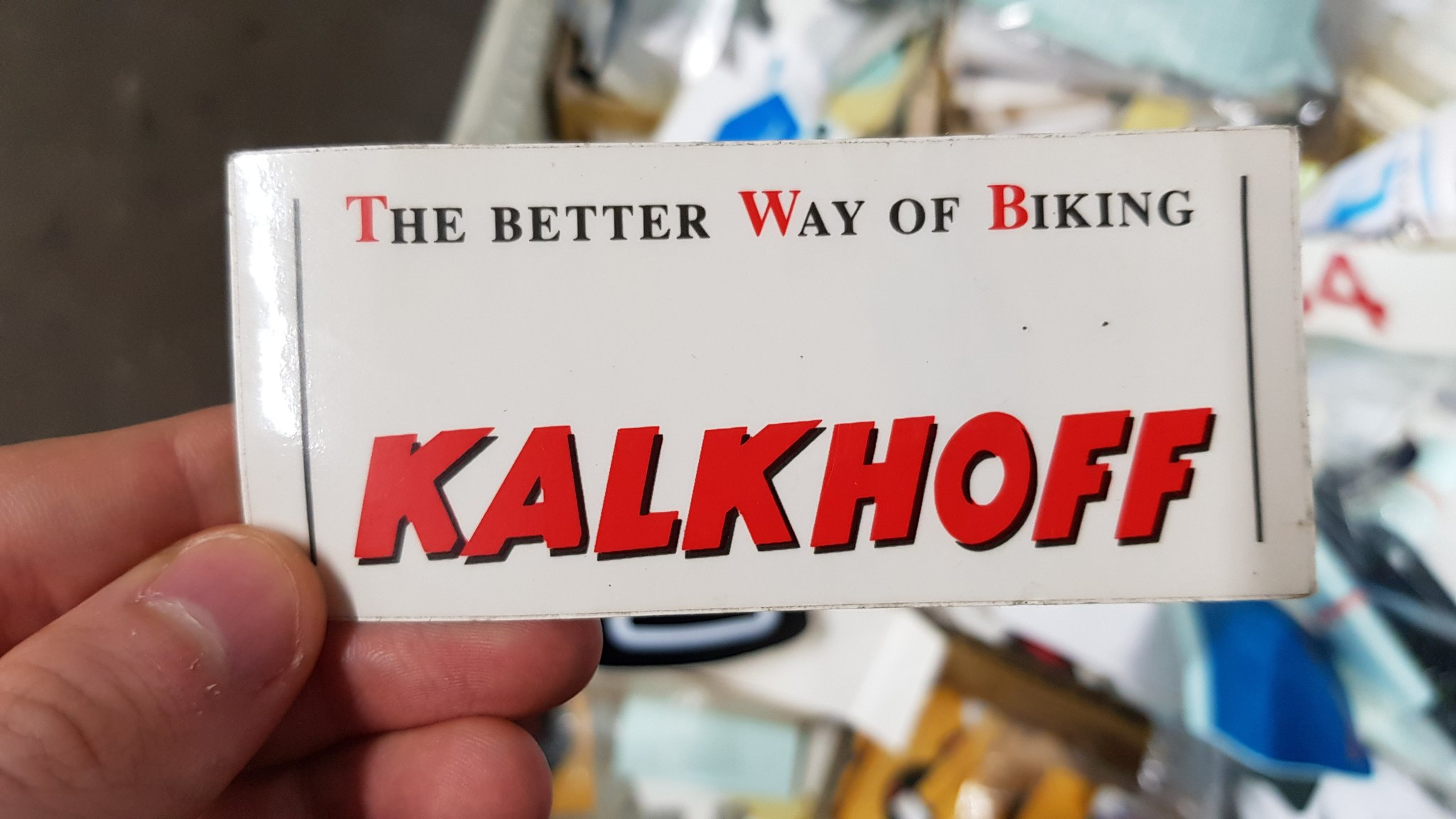
Altes Kalkhoff Logo

2015 wurde ein Markenrelaunch durchzogen und Kalkhoff festigte seine Position als einer der führenden E-Bike-Anbieter Europas. Mit der umfassenden Modernisierung des Erscheinungsbildes einher ging die Vorstellung des Kalkhoff Integrale als erstem Großserien-E-Bike mit Mittelmotor und voll integrierter Batterie, dieses wurde Anfang 2015 vorgestellt.
2019 feiert Kalkhoff das 100-jährigen Bestehen der Marke.
2022 eröffnet Kalkhoff ein neues Werk im Landkreis Cloppenburg mit einer Kapazität von jährlich bis zu 400.000 E-Bikes. Neben der Produktion und den Büroflächen gibt es am neuen Standort eine Markenerlebniswelt mit einer 1.500 Meter langen Teststrecke.

## Produktionsstandort

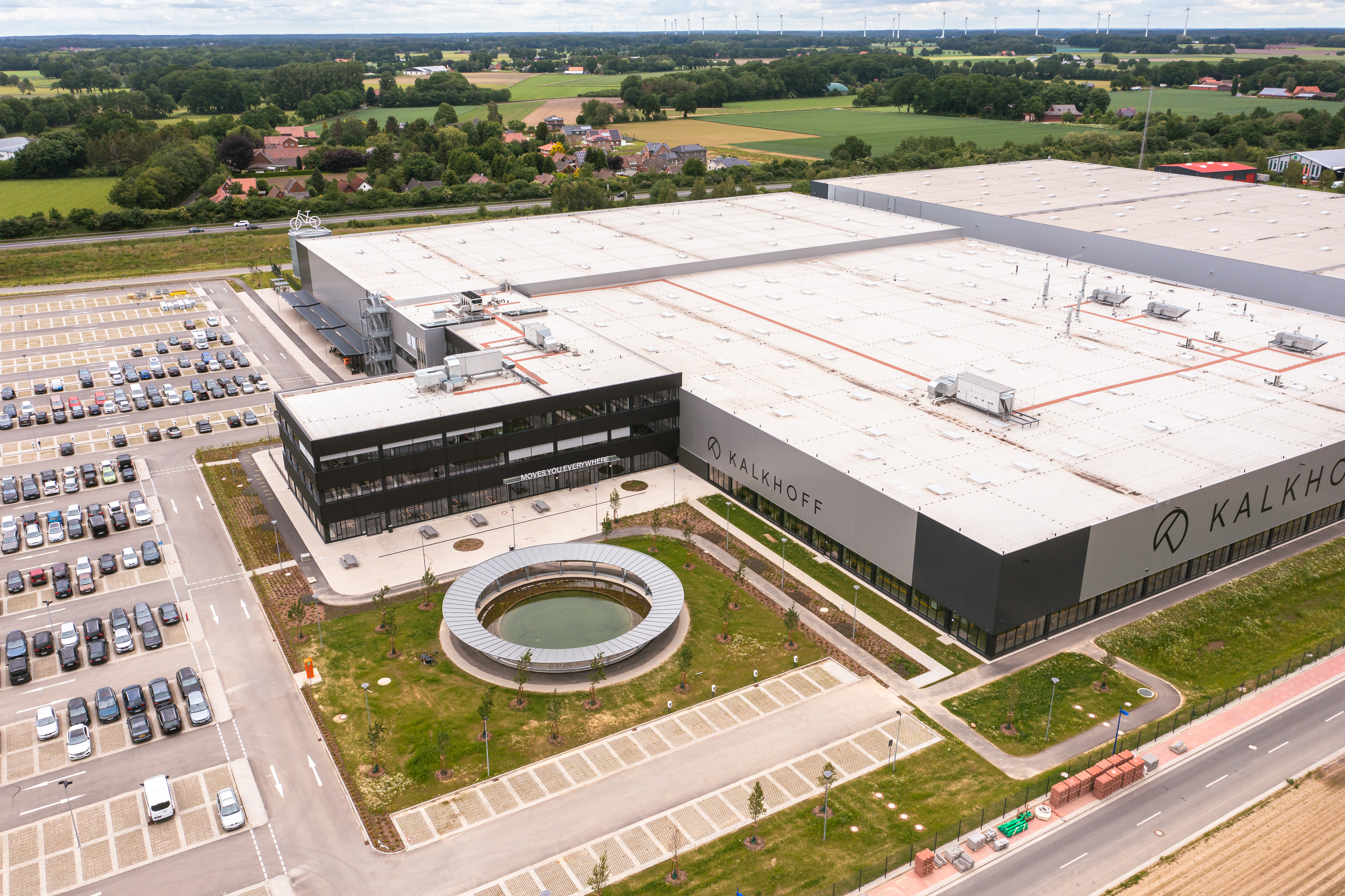
Neues Kalkhoff Werk in Emstek bei Cloppenburg

Kalkhoff produziert seine Fahrräder und E-Bikes am Unternehmensstandort in Emstek bei Cloppenburg auf einer Fläche von 28.174 m². Die Fertigung erfolgt in einem der modernsten E-Bike-Montagewerke Europas. Von der Entwicklung über die Rahmenproduktion bis zur Endmontage werden wesentliche Produktionsschritte in Deutschland durchgeführt. Auch ein eigenes Testlabor ist am Standort vorhanden. Die produzierten E-Bikes werden an ca. 1.750 Händler in 11 Ländern geliefert.
Bei Kalkhoff sind 733 Mitarbeitende beschäftigt (Stand: 31. Dezember 2024).

## Modellübersicht

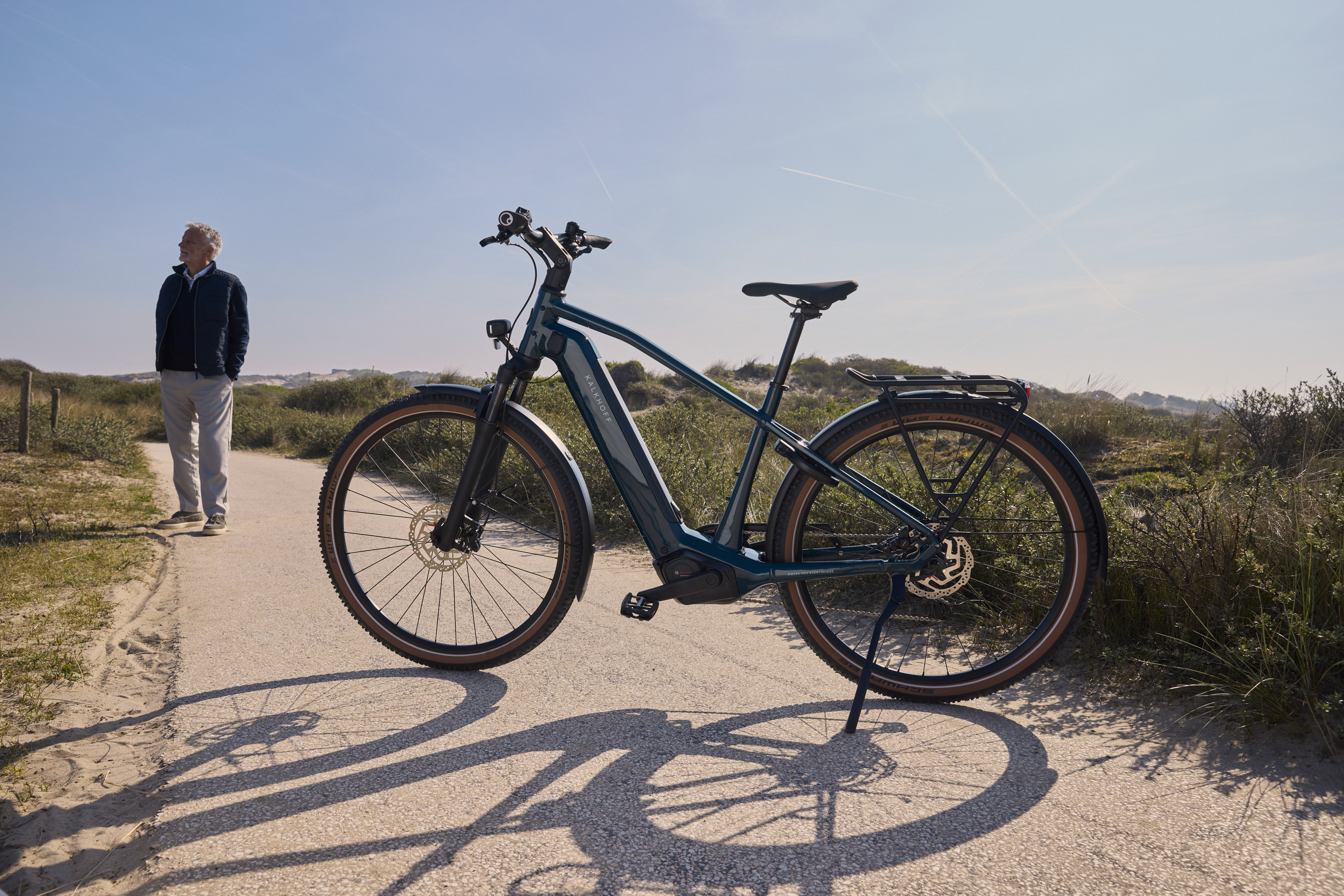
Ein Kalkhoff E-Bike aus dem aktuellen Modelljahr (2025).

Kalkhoff bietet eine Vielzahl von E-Bike-Modellen an, die auf Alltagstauglichkeit, Komfort und Zuverlässigkeit ausgerichtet sind. Dabei werden die E-Bikes in verschiedene Segmente unterteilt, die jeweils auf unterschiedliche Einsatzzwecke und Zielgruppen abgestimmt sind.

### Image
Die Modellreihe Image von Kalkhoff umfasst City E-Bikes, die primär für den Einsatz im urbanen Raum konzipiert sind. Charakteristisch sind eine aufrechte Sitzposition sowie eine Ausstattung, die auf Komfort und Alltagstauglichkeit ausgerichtet ist. Diese Räder eignen sich vor allem für kürzere bis mittlere Strecken auf befestigten Wegen und werden häufig für Fahrten in der Stadt oder im näheren Wohnumfeld genutzt.

### Endeavour
Unter dem Namen Endeavour bietet Kalkhoff Trekking E-Bikes an, die für längere Strecken und vielseitige Einsatzzwecke entwickelt wurden. Sie verfügen über eine sportlichere Rahmengeometrie und sind für den gemischten Einsatz auf Straßen und befestigten Feldwegen geeignet. Die Ausstattung ist in der Regel auf Touren- und Pendlerbedürfnisse abgestimmt, mit Augenmerk auf Reichweite, Ergonomie und Belastbarkeit.

### Entice
Die Modellreihe Entice umfasst sogenannte SUV-E-Bikes, die für den Einsatz auf unterschiedlichstem Terrain konzipiert sind. Sie zeichnen sich durch eine robuste Bauweise, breitere Reifen und geländetaugliche Komponenten aus. Die Entice-Modelle richten sich an Nutzer, die auch abseits befestigter Wege fahren möchten, etwa auf Wald- oder Schotterwegen, bei gleichzeitigem Erhalt von Alltagstauglichkeit durch Schutzbleche, Lichtanlage und Gepäckträger.

### Besondere Modelle (Stand 2025)

#### Full Suspension E-Bike
Mit dem Relaunch des Entice 7 präsentiert Kalkhoff im Modelljahr 2025 erstmals in seiner Unternehmensgeschichte ein vollgefedertes E-Bike. Durch die Federung an Vorder- und Hinterrad ist das Fully E-Bike für anspruchsvollere Streckenverhältnisse wie längere Offroad-Passagen oder unebenes Gelände ausgelegt. Die Ausstattung ist für den gemischten Einsatz im Gelände und im Alltag ausgelegt, wodurch es sich sowohl für Freizeitnutzung als auch für alltagsnahe Einsatzzwecke eignet.

#### Light E-Bikes
Die Light E-Bikes von Kalkhoff sind besonders leicht konstruierte Modelle mit unauffälliger Integration von Motor und Akku. Sie richten sich an Nutzerinnen und Nutzer, die ein natürliches Fahrgefühl, ein geringes Gesamtgewicht und ein minimalistisches Design bevorzugen. Diese Modelle eignen sich vor allem für den urbanen Raum und kürzere Fahrten.

#### Compact E-Bikes
Die Compact E-Bikes zeichnen sich durch ihre kompakte Bauweise mit kleineren Laufrädern (20 Zoll) und kurzen Radständen aus. Sie sind platzsparend und leicht zu transportieren, was sie besonders für Pendler, Wohnmobilnutzer oder Personen mit begrenztem Stauraum attraktiv macht. Trotz ihrer geringen Größe bieten sie eine vollwertige Ausstattung für den Alltag und ein zulässiges Gesamtgewicht von bis zu 170 Kilogramm.

## Auszeichnungen
- 2025: Focus E-Bike Test: Preis-Leistungssieger für das Entice 7+ Move[18]
- 2025: Focus E-Bike Design Award: Bestes E-Bike Design SUV/Cross für das Entice 7+ Advance[19]
- 2024: Stiftung Warentest Testsieger: Kalkhoff Endeavour 5 Advance+[20]
- 2024: iF Design Award für die Kalkhoff Light E-Bikes[21]

## Impulse Motor

Impulse 2.0 Motor mit 603Wh Akku

2011 brachte Kalkhoff ihren eigenen Mittelmotor namens Impulse auf den Markt. Dies war der erste Mittelmotor, welcher es erlaubte eine Rücktrittbremse zu verbauen. Zwei Jahre später wurde der verbesserte Impulse 2.0 auf der Eurobike vorgestellt und ab der Season 2014 verbaut. Verbesserungen sind z. B. verbessertes Schalt- und Bremsverhalten. Der Impulse 2.0 besitzt 80 Nm. Die dazugehörigen Akkus haben eine Kapazität von 396 Wh bzw. 603 Wh.
2014 wurde außerdem der erste Speed Impulse für S-Pedelecs (E-Bikes bis 45 km/h) verbaut.

Impulse EVO Motor

Die bisher letzte Weiterentwickelung ist der Impulse EVO. Dieser ist um 20 % leiser als der Impulse 2.0. Mit 80 Nm Drehmoment ist der Impulse EVO immer noch einer der leistungsstärksten Motoren. Außerdem haben EVO-Modelle ein eingebautes Navigationssystem, welches sich per App bedienen lässt.
E-Bikes mit Impulse-Motor tragen ein I im Namen (z. B. Agattu i8 oder 4.I Move).
2019 wurde die Impulse-Reihe eingestellt, „da sich die Marktanforderungen geändert haben“. Bis 2026 wird es für die Motoren weiterhin Support geben. Als Ersatz wurden Motoren von Continental verbaut, welche aber auch Anfang 2020 seitens Continental eingestellt wurden. Bis zur Einstellung der Produktionsreihe sind eine halbe Million Räder in Deutschland mit Impulsemotor ausgestattet worden.
Derzeit (Stand Februar 2025) werden nur Mittelmotoren von Bosch verbaut.

## Roland Werk

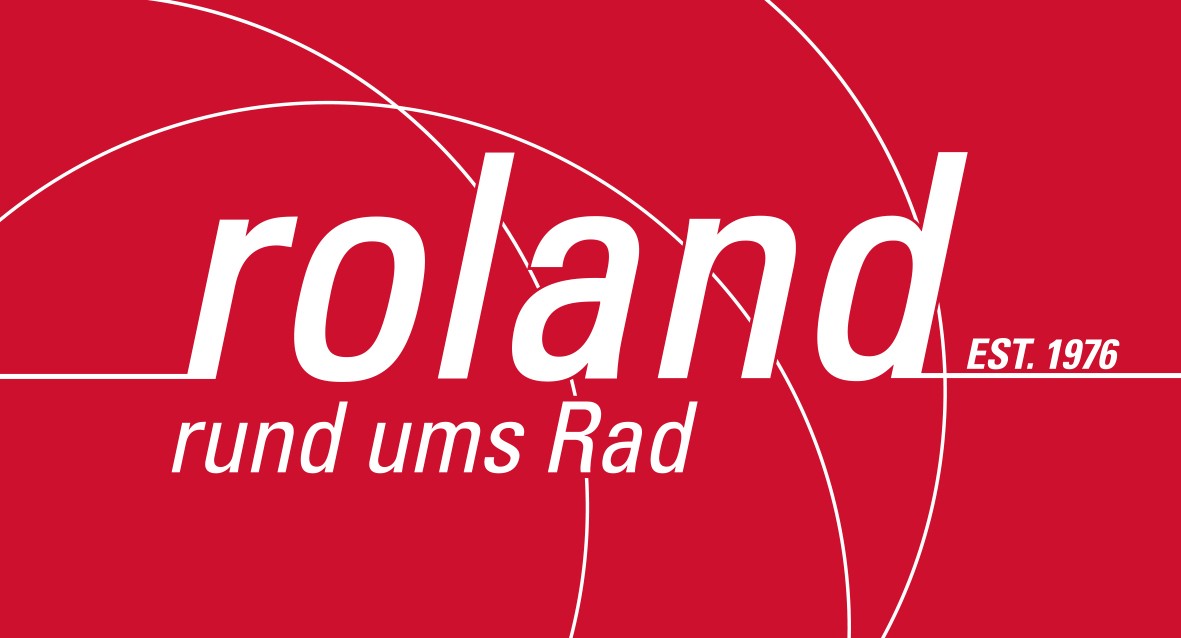
Logo Roland Werk GmbH

Die Roland Werk Metallwaren GmbH wurde 1976 von Heinz Kalkhoffs Schwester Ursula Grewe in Deutschland als Hersteller von Laufrädern und Transport- und Lastenanhängern gegründet. Im Jahr 2004 entstand die Serie Carrie M (damals noch Carrie M1 und Carrie M2), die heute als Carrie M.e und einer der ersten nach DIN EN 15918 zertifizierten Anhänger auf dem Markt ist. Zusätzlich bietet das Unternehmen ein umfangreiches Sortiment an Zubehör für die Fahrradanhänger und das CITO Add+Bike an. Die Roland Werk GmbH ist heute ein eigenständiges Unternehmen und einer der größten deutschen Fahrradanhängerhersteller. Heute beschäftigt es mehr als 50 Mitarbeiter, sowohl in der Produktion als auch in der Verwaltung, und liefert europaweit. Es werden Fahrradanhänger, der Kindertrailer CITO Add+Bike und Vorder- und Hinterräder für Fahrräder gefertigt.